# Sharp EL-8

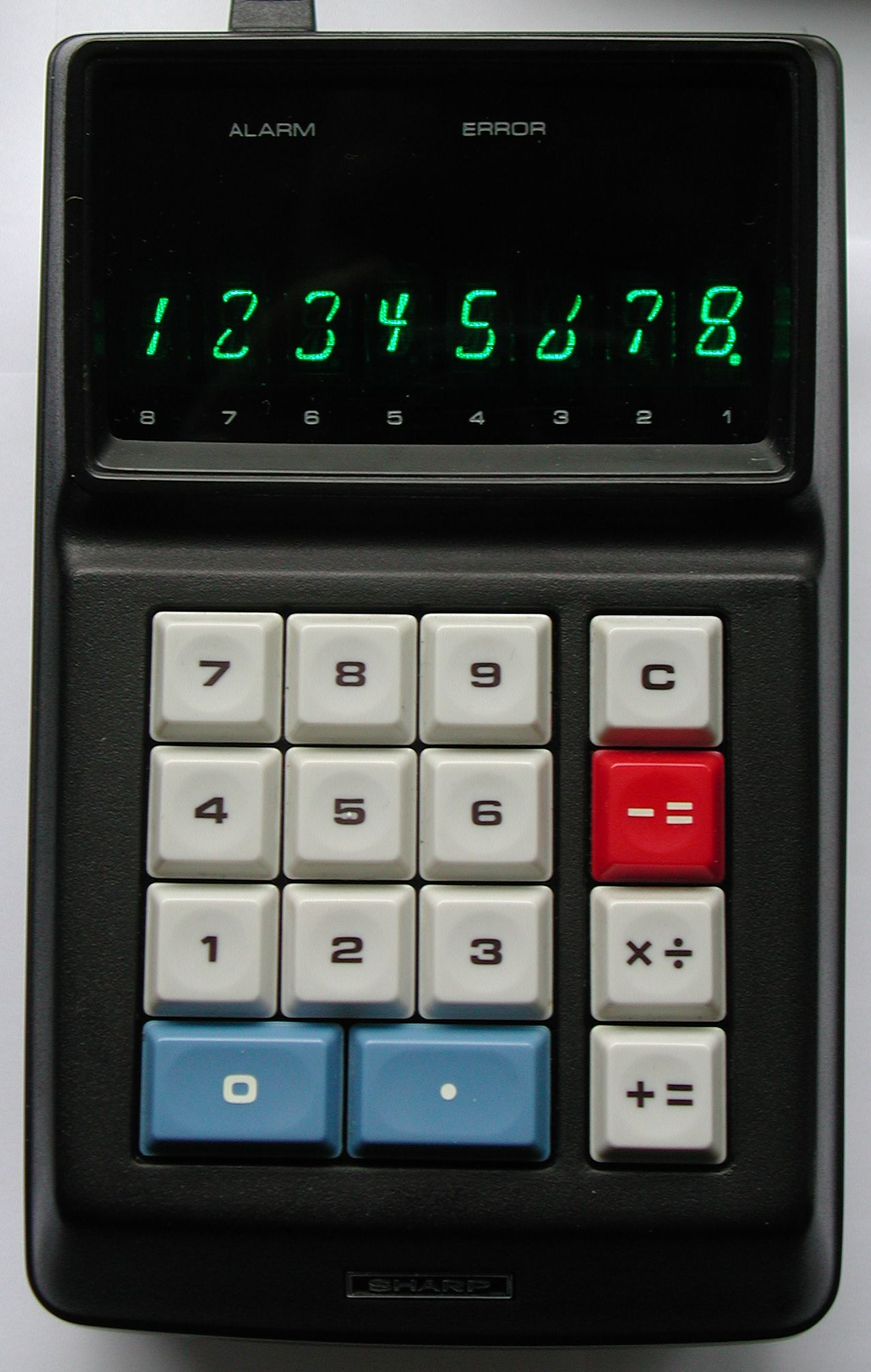
Sharp EL-8 von 1971

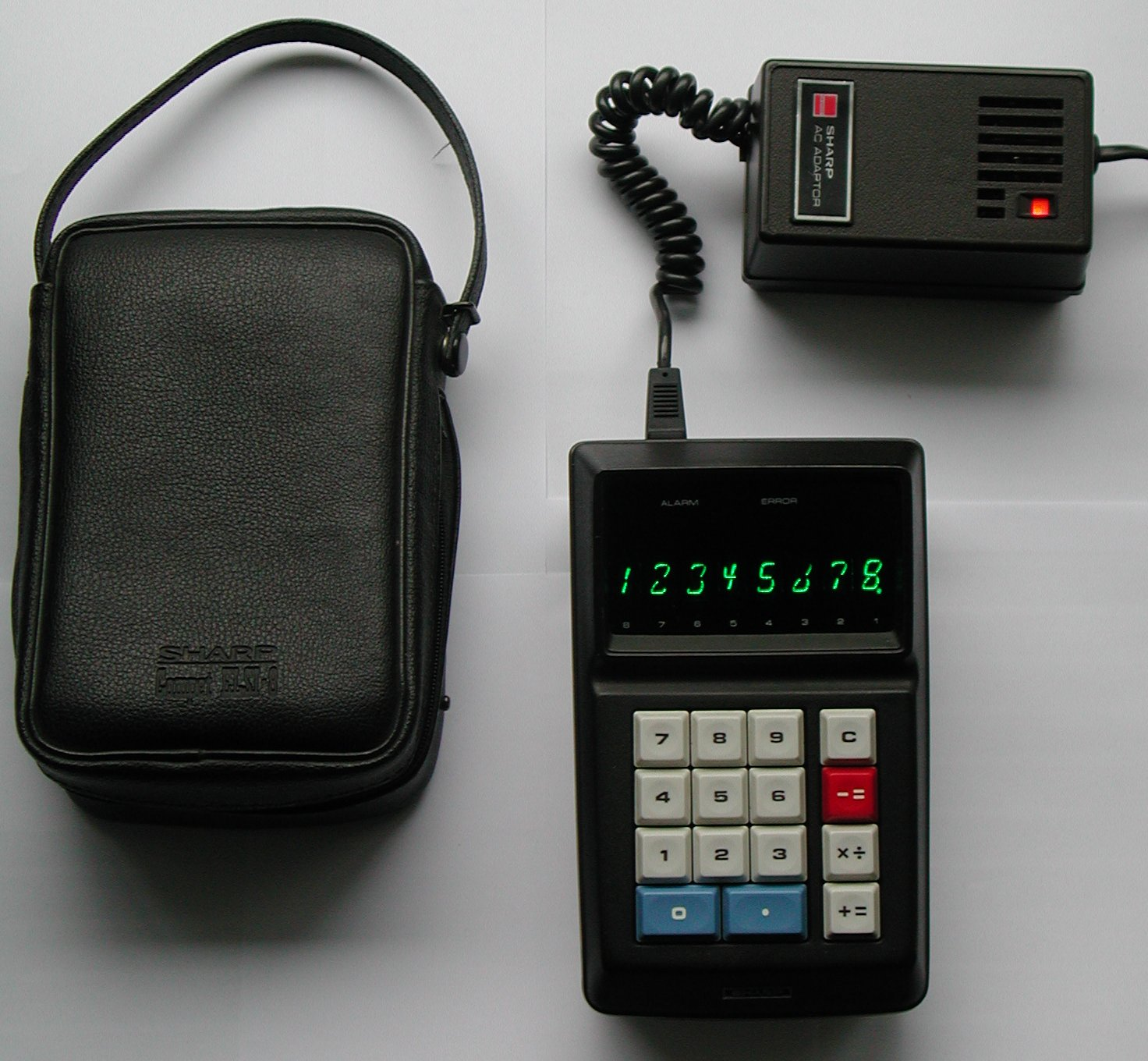
Sharp EL-8 mit Netzteil und Tasche

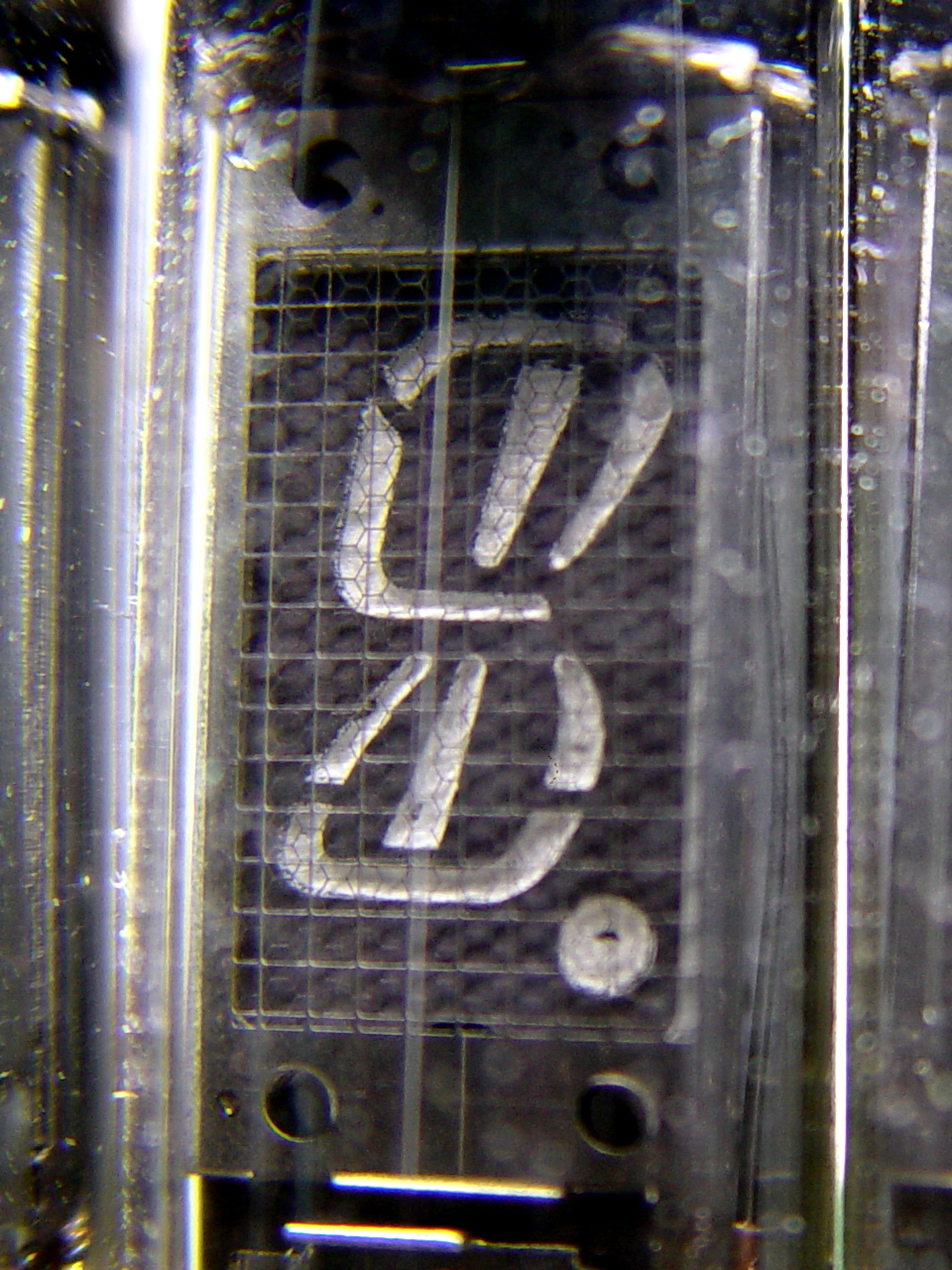
Achtsegmentanzeige
des Sharp EL-8

Der EL-8 von Sharp gilt als der erste elektronische Taschenrechner der Welt, der in Serie gefertigt wurde. Er wurde im Januar 1971 eingeführt. Bei 164 mm Länge, 102 mm Breite und 7 cm Höhe wog der „hand held“ 0,72 kg.
Die Elektronik ist in vier von Rockwell hergestellten LSI-ICs (large-scale integration) zusammengefasst, die erstmals beim Sharp QT-8D verwendet worden waren. Wie bei diesem besteht die Tastatur aus 15 Tasten, wobei sich die Multiplikation und die Division eine Taste teilen – entscheidend dabei ist, ob die Rechenoperation mit += oder −= abgeschlossen wird.
Die Anzeige besteht aus acht Digitron-Röhren, in denen eine Ziffer aus acht ungewöhnlich geformten Segmenten zusammengesetzt wird. Die Stromversorgung erfolgt über einen aus sechs NiCd-Zellen der Größe AA bestehenden Akkusatz oder ein externes Netz- und Ladegerät.
Der schwedische Bürogerätehersteller Facit vertrieb das Gerät mit einem abweichenden Gehäusedesign als Facit 1111.